# Fotoreaktivacija
Fotoreaktivacija je proces koji je otkrio Kelner 1949.godine. To je jedan od mehanizama koji ispravljaju (repariraju) mutacije DNK poslije  ultraljubičastog zračenja (ultraljubičasta svjetlost; kratica UV prema eng. ultraviolet).
Izazivanje prekida u DNK lancima i izmjene građe specifičnih baza pod djelovanjem UV-zračenja ima velike posljedice po organizam. Međutim, primijećeno je da su neke bakterije i virusi manje osjetljivi od drugih na ovakva zračenja. Utvrđeno je da se kod ovih organizama mogu »popraviti« povrede u DNK izazvane zračenjem, a ako se u tim »oporavljajućim« sustavima dogodi poremećaj, organizam više nije sposoban preživjeti zračenje, tj. postaje »osjetljiv« na njega. 
Intenzivna istraživanja u ovom području su pokazala da postoji nekoliko mogućih mehanizama opravke (repariranja) DNK molekula tako da ih u osnovi možemo podijeliti na:
1.	prereplikativnu reparaciju
2.	postreplikativnu reparaciju
Prereplikativna reparacija se također može podijeliti na dva tipa, a to su: fotoreaktivizacija i reparacija DNK putem resinteze.
Suština procesa fotoreaktivacije sastoji se u monomerizaciji dimera pirimidinskih baza (razbijanjem kovalentnih veza koje povezuje dimeri), uz učešće svjetlosne energije. Fotoreaktivacija je enzimatski proces koji nastaje uz učešće svjetlosne energije vidljivog dijela spektra UV-vala veće valne dužine (od 3100 do 5000 Ångstroma). Ovaj proces je specifičan samo za »povrede« DNK izazvane UV-zračenjem i to samo ako su u pitanju dimeri pirmidinskih baza.
Istraživanja su pokazala da postoji enzim koji u mraku vežu s DNK, ozračenom UV zrakama, u stabilan kompleks, zatim uz učešće energije kvanta enzim razara kovalentne veze koje oblikuju dimeri, što in situ dovodi do nastanka monomera i oslobađanja enzima. Primijećeno je da najveću brzinu monomerizacije imaju dimeri timina, a također da fotoreaktivacija nikada nije potpuna, već obuhvaća od 80% (in situ) do 90% (in vitro) dimera pirimidina.
Još nije dovoljno jasna priroda enzima fotoreaktivacije iako ga je Muhammed, 1966. godine, izolirao u čistom obliku. Po ovim podatcima to je složen enzim koji se sastoji iz najmanje dvije subjedinice. Prisustvo ovoga enzima utvrđeno je u različitim tkivima bezkralježnjaka i kralježnjaka (premda su podatci za sisavce kontradiktorni). Unutar stanice enzim je lokaliziran u jezgri, a kod bakterija nađena je asocijacija ovoga enzima s DNK. Enzim fotoreaktivacije genetički je kontroliran, tako npr. na genetičkoj karti E. coli ustanovljen je lokus phr koji determinira taj enzim.
Pored opisanog tipa fotoreaktivacije (enzimska fotoreaktivacija) postoji i tzv. direktna fotoreaktivacija, prilikom koje dolazi, zbog prisustva energije kvanta, do fotokemijskog razaranja dimera u DNK.